# Megőrjít a csaj
A Megőrjít a csaj (eredeti cím: She's Funny That Way) 2014-es filmvígjáték, amelyet Peter Bogdanovich rendezett, valamint Bogdanovich és Louise Stratten írt. A főszerepben Owen Wilson, Imogen Poots, Kathryn Hahn, Will Forte, Rhys Ifans és Jennifer Aniston látható. Ez volt Bogdanovich első nagyjátékfilmrendezése 13 év után, és ez volt az utolsó filmje a 2022 januárjában bekövetkezett halála előtt.
Az Egyesült Államokban korlátozott számban került bemutatásra, és 2015. augusztus 21-én a Lionsgate Premiere forgalmazásában Video on Demand formában is megjelent.

## Szereplők
- Owen Wilson – Arnold Albertson
- Imogen Poots – Isabella "Izzy" Patterson
- Kathryn Hahn – Delta Simmons
- Will Forte – Joshua Fleet
- Rhys Ifans – Seth Gilbert
- Jennifer Aniston – Jane Claremont
- Austin Pendleton – Pendergast bíró
- George Morfogen – Harold Fleet
- Cybill Shepherd – Nettie Patterson
- Richard Lewis – Al Patterson
- Sydney Lucas – Josie Albertson
- Debi Mazar – Vickie, madám és egykori prostituált, akinek Arnold segített
- Illeana Douglas – Judy
- Jennifer Esposito – Margie, korábbi prostituált, akinek Arnold segített
- Tovah Feldshuh – Mrs. Miriam Pendergast
- Joanna Lumley – Vivian Claremont
- John Robinson – Andre
- Ahna O'Reilly – Elizabeth, volt prostituált, akinek Arnold segített
- Lucy Punch – prostituált
- Poppy Delevingne – üdvözlő
- John Tormey – hot dog árus

Cameoszereplők
- Tatum O’Neal[7]
- Jake Hoffman
- Graydon Carter[8]
- Quentin Tarantino[9]
- Michael Shannon[10]

## A film készítése
Előkészületek
A film eredetileg egy forgatókönyv alapján készült, amelyet Peter Bogdanovich rendező és volt felesége, Louise Stratten írt 1999/2000 körül. Bogdanovich és Stratten akkoriban pénzügyi nehézségekkel küzdöttek, és megpróbálták visszavásárolni az És mindenki nevetett (1981) című filmet. Úgy döntöttek, hogy írnak egy vígjátékot a hangulatuk jobbá tétele érdekében. Bogdanovichot egy 1978-as szingapúri incidens inspirálta, amikor a Saint Jack forgatása idején több prostituálttal beszélgetett, miután felbérelte őket a filmjéhez. A fizetésüknél több pénzt adott volna nekik, hogy hagyják abba a prostitúciót. A forgatókönyv eredeti címe "Squirrels to the Nuts" volt, de mivel ez a  cím alapján azt hitték, hogy egy gyerekfilmről van szó, így "She's Funny That Way" lett a cím. Bogdanovich eredetileg John Ritter számára tervezte Arnold Albertson szerepét, de a férfi halála miatt félretette a projektet. Bogdanovich később összebarátkozott Owen Wilsonnal, akit Wes Anderson mutatott be neki, és úgy döntött, hogy megváltoztatja Albertson karakterét: a Ritternek szánt fizikai poénokat viccekre változtatták, hogy Wilsonnak megfeleljenek. 2010-ben Bogdanovich pártfogoltjai, Anderson és Noah Baumbach felajánlották támogatásukat a film elkészítéséhez, és vállalták, hogy vezető producerek lesznek.
Forgatás
A forgatás 29 napig tartott, 2013. július 11-én kezdődött New Yorkban.
Zene
2014. július 15-én Edward Shearmurt szerződtették a film zenéjének megírására, Stephen Endelman helyére, aki a bemutató idejére már felvette a film zenéjét.

## Megjelenés
A filmet 2014. augusztus 29-én mutatták be a 71. Velencei Nemzetközi Filmfesztiválon. Szeptember 12-én, a 2014-es Torontói Nemzetközi Filmfesztiválon megvásárolta a Clarius Entertainment a vetítési jogokat. A Tokiói Nemzetközi Filmfesztiválon október végére tervezték a vetítést. 2015 januárjában a filmet a Palm Springs-i Nemzetközi Filmfesztiválon is bemutatták.
A film eredetileg 2015. május 1-jén került volna a mozikba országszerte, de a Clarius Entertainment levette a filmet a műsorlistáról. 2015. június 2-án azonban a Lionsgate Premiere megvásárolta a filmet, miután a Clarius Entertainment ismeretlen okokból lemondott a filmről. A filmet az Egyesült Államokban 2015. augusztus 21-én mutatták be a mozikban és Video on Demand formában.

### Elismerések
| Elismerés   | Kategória                    | Címzett          | Eredmény | Hiv.      |
| ----------- | ---------------------------- | ---------------- | -------- | --------- |
| Jupiter-díj | Legjobb nemzetközi színésznő | Jennifer Aniston | Jelölve  | [forrás?] |